# Гермацкая, Мария Павловна
Мария Павловна Гермацкая (12 декабря 1914 — 2000, Брянск) — советская театральная актриса, народная артистка РСФСР.

## Биография
Мария Павловна Гермацкая родилась 12 декабря 1914 года в Литве, в Свенцянах. Вскоре после её рождения семья переехала в Ельню в Смоленской губернии, где она окончила школу, а затем сельхозтехникум, потом работала чертежницей, учительницей. Однако, она мечтала стать актрисой и поступила в Смоленское театральное училище, а после его закрытия перешла в Калининское театральное училище.
Во время Великой Отечественной войны выступала на фронте, участвовала в концертах для раненых в госпиталях. В 1945—1951 годах играла в Калининском, Владимирском, а затем в Оренбургском театрах.
С 1951 года была актрисой Брянского драматического театра, в котором проработала 49 лет, сыграла около 300 ролей. Стала первой актрисой театра, получившей звание народной артистки РСФСР.
Более десяти лет была председателем Брянского отделения Всероссийского театрального общества. Избиралась депутатом Брянского городского Совета народных депутатов, кандидатом в члены обкома партии[когда?].
Умерла в 2000 году, похоронена на Центральном кладбище в Брянске.

## Награды и премии
- Медаль «За победу над Германией в Великой Отечественной войне 1941—1945 гг.» (1946).
- Заслуженная артистка РСФСР (12.10.1965).
- Народная артистка РСФСР (30.04.1975).
- Орден «Знак Почёта» (07.03.1960)[2].
- Звание почётного гражданина города Брянска (1985).

## Работы в театре
- «Любовь Яровая»— Любовь Яровая
- «Овод» Войнич — Джемма
- «Дворянское гнездо» Тургенева — Лиза Калинина
- «Анна Каренина» по Л. Н. Толстому — Анна Каренина
- «Отелло» У. Шекспир — Эмилия и Бьянка
- «Король Лир» У. Шекспир — Регана
- «Укрощение строптивой» У. Шекспир — Катарина
- «Стакан воды» Скриб — герцогиня Мальборо
- «Мачеха» Бальзак — Гертруда
- «Мария Стюарт» Шиллер — Елизавета
- «Королевство кривых зеркал»
- «Стряпуха» — Гали Сахно
- «Чайка» — Аркадина
- «Дачный роман» — Татьяна Андреевна

## Память
В июне 2021 года в рамках подготовки к празднованию 95-летия Брянского театра драмы им. А. К. Толстого в Брянске на доме на улице Фокина, где жила актриса, открыта мемориальная доска.